# Sheila Sherlock
Pour les articles homonymes, voir Sherlock.
Sheila Patricia Violet Sherlock, née le 31 mars 1918 à Dublin et morte le 30 décembre 2001 à Londres, est une hépatologue et universitaire britannique.

## Biographie
Sheila Sherlock naît à Dublin le 31 mars 1918, fille unique de Violet Mary Catherine née Beckett et de Samuel Philip Sherlock, officier de cavalerie. Sa famille s'installe à Londres peu après sa naissance puis en 1929 à Sandgate, dans le Kent. Elle fait ses études secondaires à la Folkestone County School for Girls. Sa candidature à des facultés de médecine anglaises est infructueuse, mais en 1936, elle est admise à l'université d'Édimbourg où elle obtient son diplôme de médecine en 1941, bénéficiant de la bourse d'études Ettles.
Elle est nommée assistante en chirurgie à Édimbourg, auprès de James Learmonth avec qui elle publie un article scientifique en 1942 . Elle est nommée la même année praticienne hospitalière dans le service de John McMichael à la Royal Postgraduate Medical School de l'hôpital Hammersmith. Ses recherches portent sur l'hépatite, et elle soutient une thèse de doctorat en médecine The Liver in Disease: with special reference to aspiration liver biopsy, honorée par la médaille d'or de l'université d'Édimbourg.
Elle passe une année à la faculté de médecine de l'université Yale en 1947, puis elle est nommée en 1948 maître de conférences en médecine et médecin consultant à l'hôpital Hammersmith de Londres. En 1951, elle est élue fellow du Royal College of Physicians.
En 1959, elle devient professeure de médecine au Royal Free Hospital. Elle prend sa retraite en 1983 et meurt à Londres le 30 décembre 2001, d'une fibrose pulmonaire,.

## Distinctions
- Docteure honoris causa de l'université de la ville de New York  (1977), université Yale (1983), université d'Édimbourg (1985), université de Londres (1989), université de Cambridge (1995), université de Lisbonne (1981), université d'Oslo (1981), UCLouvain  (1984), université autonome de Barcelone[8] (1991), université de Mayence (1991), Trinity College, Dublin (1992), université de Valladolid (1994), université du Wisconsin (1995), université de Santiago du Chili (1995), université de Padoue (1996), université de Toronto (1996), université d'Oviedo (1998), LLD, université d'Aberdeen (1982)
- 2001 : membre de la Royal Society (RS)[9].
- Membre de la Royal Society of Edinburgh (FRSE)
- 1951 : membre du Royal College of Physicians  (FRCP)[10]

## Postérité
Depuis 2006, le prix Sheila Sherlock est décerné aux étudiants en médecine de la faculté de médecine de l'University College de Londres.